# Westlicher Baray

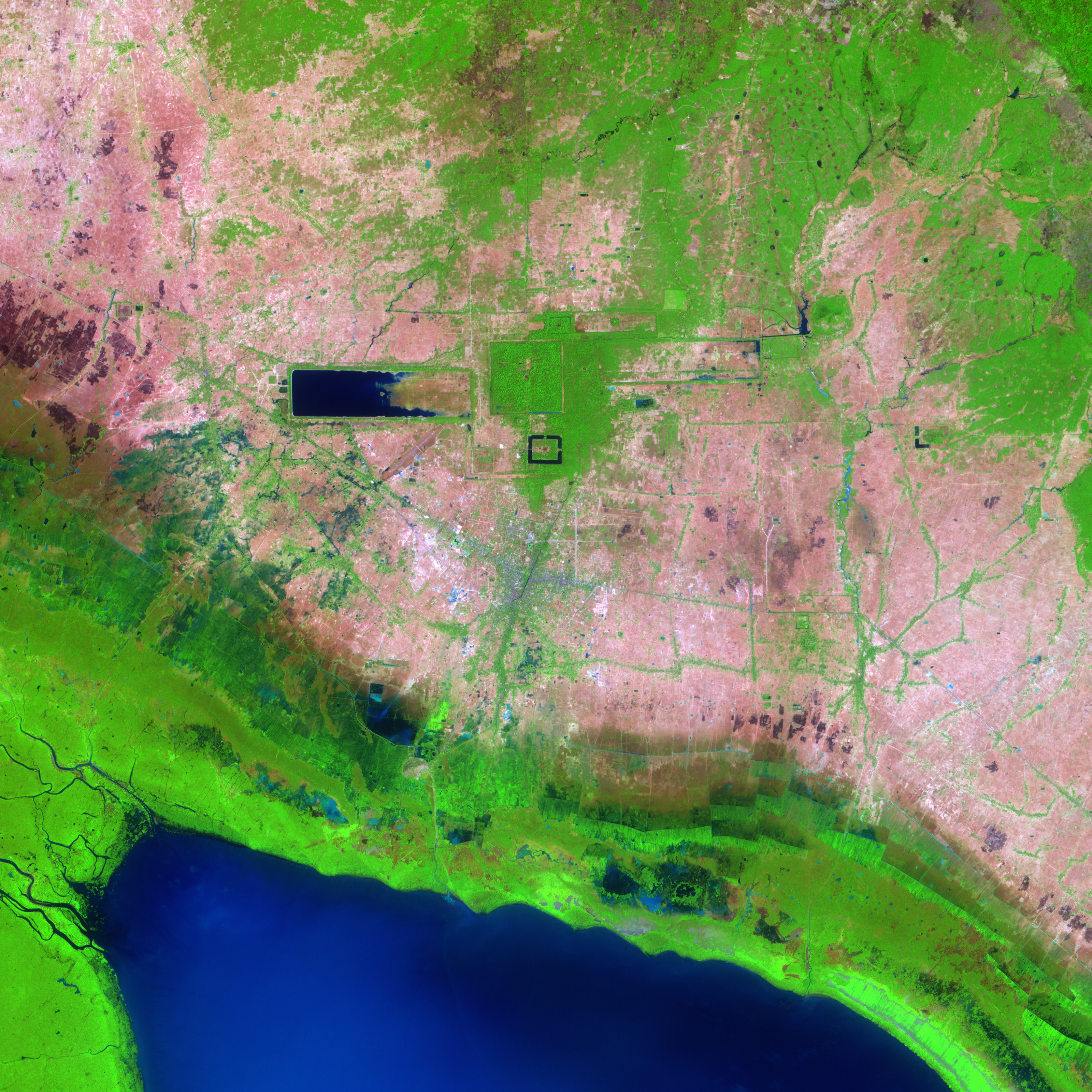
Lage des Westlichen Baray aus der Luft gesehen

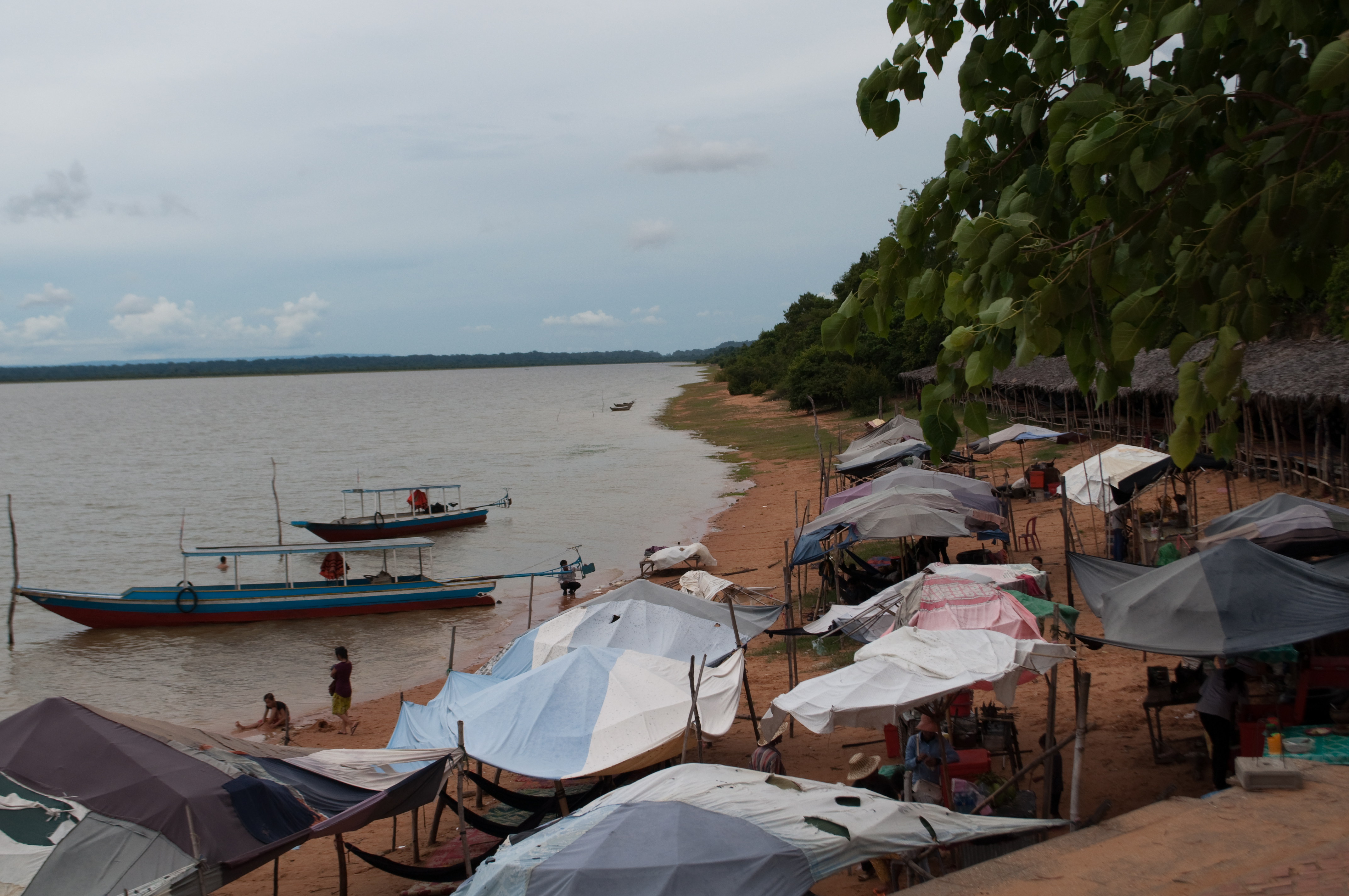
Am Ufer des Westlichen Baray

Der Westliche Baray (Khmer: បារាយណ៍ទឹកថ្លា) ist ein Baray, also ein Wasserreservoir aus der Angkorzeit in Kambodscha.
Der Westliche Baray liegt knapp außerhalb der Stadtmauern von Angkor Thom und ist west-östlich ausgerichtet. Der unter der Herrschaft von Suryavarman I. begonnene Bau wurde von dessen Nachfolger Udayadityavarman II. beendet. Sein Grundriss ist rechteckig und bemisst sich auf 2,1 Kilometer mal 8 Kilometer; er bildet damit den größten Baray in Angkor. Das Wasser wird von aus Erde gebildeten Deichen gehalten. Im Zentrum des Baray liegt auf einer kleinen künstlich aufgeschütteten Insel der von Udayadityavarman II. bis 1066 fertiggestellte westliche Mebon. 
Die Baumeister des Westlichen Baray scheinen frühere Bauten mit einbezogen zu haben. Der östliche Teil des Deichs gehörte wohl größtenteils zur Deichanlage, die die Stadt bereits zur Zeit des Königs Yasovarman I. geschützt hatte. Im südlichen Teil wurde infolge des Deichbaus ein steinerner Pyramidentempel überflutet, während sich im Westteil eine alte Siedlung findet, die ebenfalls im Wasser unterging. Auf einer Stele aus dem Jahr 713 finden sich Hinweise auf Reisfelder, die der Königin Jayadevi als Opfer übereignet wurden.
In neuerer Zeit wurde zum Zweck der Wasserregulierung eine Schleuse in den Süddeich des Westlichen Baray eingebaut. Heute führt seine westliche Hälfte das ganze Jahr über Wasser; während der Regenzeit ist dann auch die östliche Hälfte gefüllt. Infolge des klaren, ruhigen Wassers ist der Baray ein beliebter Ausflugsort für Schwimmer und Ruderer.
Im Südwesten des Westlichen Baray liegt das Areal von Banteay Choeu, einer der ältesten angkorischen Konstruktionen. Durch die Anlage des südlichen Deiches wurde der Prasat Ak Yum teilweise überflutet.